# Aldama (Guanajuato)
El Pueblo de Aldama se encuentra en el estado de Guanajuato, dentro del municipio de Irapuato. A 1 kilómetro de la carretera federal conocida como Panamericana México-León. Tiene 3,842 habitantes, según el censo de población y vivienda del año 2000. Aldama está a 1770 metros sobre el nivel del mar; a 20°49' de latitud norte y a 101°19' de longitud oeste del meridiano de la Ciudad de México; y corresponde según datos fisiográficos al eje neovolcánico llamado bajío guanajuatense, que está constituido de lomeríos, mesetas, lomeríos con mesetas y viceversa, así como de llanuras.
Sus límites son: al norte con el rancho San José de burras, al sur con la Calera, al este con la Cañada de la muerte y al oeste con San Vicente, estas también localidades.
Aldama fue fundada como la Estancia de Jaripitío en la época Virreinal a mediados del siglo XVI, y en el siglo XVII se conformó como la Hacienda de Jaripitío (según la voz populli, también se le conoció como Hacienda de Limas, no se sabe a ciencia cierta en que tiempo se le llamaba así).
Desde el siglo XIX, Jaripitío es considerado como el único Pueblo del Municipio de Irapuato; Guanajuato.
Es conocido como Jaripitío que significa lugar de frutas agrias, hasta el siglo XX, y a mediados de este siglo se le comenzó a llamar "Aldama", nombre con el que hoy se le conoce a este municipìo.
La Hacienda de Jaripitío al igual que otras Haciendas del Bajío, se encontraba ubicada entre un ramal de caminos llamado "Camino Real" de tierra adentro, mediante el cual se comunicaban los centros mineros que propulsaron el comercio, llegándosele a considerar a la minería como el principal factor de la consolidación, desarrollo y florecimiento de estas haciendas y de sus poblaciones.